# 퀴라소긴코박쥐
퀴라소긴코박쥐 또는 남부긴코박쥐(Leptonycteris curasoae)는 주걱박쥐과(신세계잎코박쥐류)에 속하는 박쥐의 일종이다. 남아메리카에서 발견된다.

## 특징
남부긴코박쥐는 평균 크기의 신세계잎코박쥐류로 근연종인 큰긴코박쥐와 작은긴코박쥐의 중간 크기이다. 짧은 회색빛 갈색 털을 갖고 있으며, 주둥이는 길고 좁다. 비교적 짧은 귀와 작은 삼각형 모양의 잎코(비엽)을 갖고 있다. 꽃꿀을 먹기 쉽도록 긴 혀 끝에 갈고리같은 돌기가 나 있다.